# West Alton
West Alton is een plaats (city) in de Amerikaanse staat Missouri, en valt bestuurlijk gezien onder St. Charles County.

## Demografie
Bij de volkstelling in 2000 werd het aantal inwoners vastgesteld op 573.
In 2006 is het aantal inwoners door het United States Census Bureau geschat op 728, een stijging van 155 (27,1%).

## Geografie
Volgens het United States Census Bureau beslaat de plaats een oppervlakte van
95,7 km², waarvan 73,5 km² land en 22,2 km² water.

## Plaatsen in de nabije omgeving
De onderstaande figuur toont nabijgelegen plaatsen in een straal van 12 km rond West Alton.